# Haematopota tenasserimi
Haematopota tenasserimi är en tvåvingeart som beskrevs av Szilady 1926. Haematopota tenasserimi ingår i släktet Haematopota och familjen bromsar. Inga underarter finns listade i Catalogue of Life.